# 小姆拉莫爾諾耶湖
42°33′08″N 130°46′33″E / 42.5522°N 130.7757°E
小姆拉莫爾諾耶湖（俄语：Малое Мраморное），是俄羅斯的湖泊，位於該國中西部，由濱海邊疆區負責管轄，處於哈桑區，長1.39公里、寬0.6公里，面積0.78平方公里，集水區面積6.3平方公里。